# Belcourt (Dakota del Norte)
Belcourt es un lugar designado por el censo ubicado en el condado de Rolette en el estado estadounidense de Dakota del Norte. En el censo de 2010 tenía una población de 2078 habitantes y una densidad poblacional de 133,52 personas por km².

## Geografía
Belcourt se encuentra ubicado en las coordenadas 48°50′33″N 99°44′39″O / 48.84250, -99.74417. Según la Oficina del Censo de los Estados Unidos, Belcourt tiene una superficie total de 15.56 km², de la cual 15.04 km² corresponden a tierra firme y (3.36%) 0.52 km² es agua.

## Demografía
Según el censo de 2010, había 2078 personas residiendo en Belcourt. La densidad de población era de 133,52 hab./km². De los 2078 habitantes, Belcourt estaba compuesto por el 2.65% blancos, el 0.19% eran afroamericanos, el 95.81% eran amerindios, el 0.14% eran asiáticos, el 0% eran isleños del Pacífico, el 0.1% eran de otras razas y el 1.11% pertenecían a dos o más razas. Del total de la población el 1.4% eran hispanos o latinos de cualquier raza.